# Consulat général de France au Cap
Le Consulat Général de France au Cap est une représentation consulaire de la République française en Afrique du Sud. Il est situé au 78 Queen Victoria Street, Le Cap, capitale de la province sud-africaine du Cap-Occidental.

## Histoire[1]
Le Consulat Général de France au Cap est, selon les archives du Ministère des Affaires étrangères, le plus ancien créé en Afrique sub-saharienne. En effet, c’est le 17 messidor, an XI (1803) que le Premier Consul conféra à un certain Gaillande le titre de sous-commissaire des Relations commerciales du Cap, équivalant à l’époque au titre de vice-consul ; essentiellement chargé du ravitaillement de la division navale du contre-amiral Linois. Gaillande resta en poste jusqu’au 10 janvier 1806, date de la prise du Cap par les Anglais.
Une agence consulaire rétribuée, dépendant du Consulat général à Londres, fut recréée après la chute du Premier Empire, en juin 1817, et confiée au Comte des Escotais ; celui-ci prit ses fonctions le 3 août 1818. L’agence ou vice-consulat du Cap fut érigée en Consulat en novembre 1848.
Le premier acte d’état civil auprès du Consulat de France au Cap semble être un mariage enregistré le 6 janvier 1871 entre Charles Marie Ernest de La Cornillière, résidant au Cap, et Mademoiselle Stella, Hendrina Hampt, originaire de Paarl.

## Communauté française[2]
Le nombre de Français établis en Afrique du Sud est estimé à environ 7 300.

Au 31 décembre 2013, 2 804 français sont inscrits sur le registre consulaire au Cap.

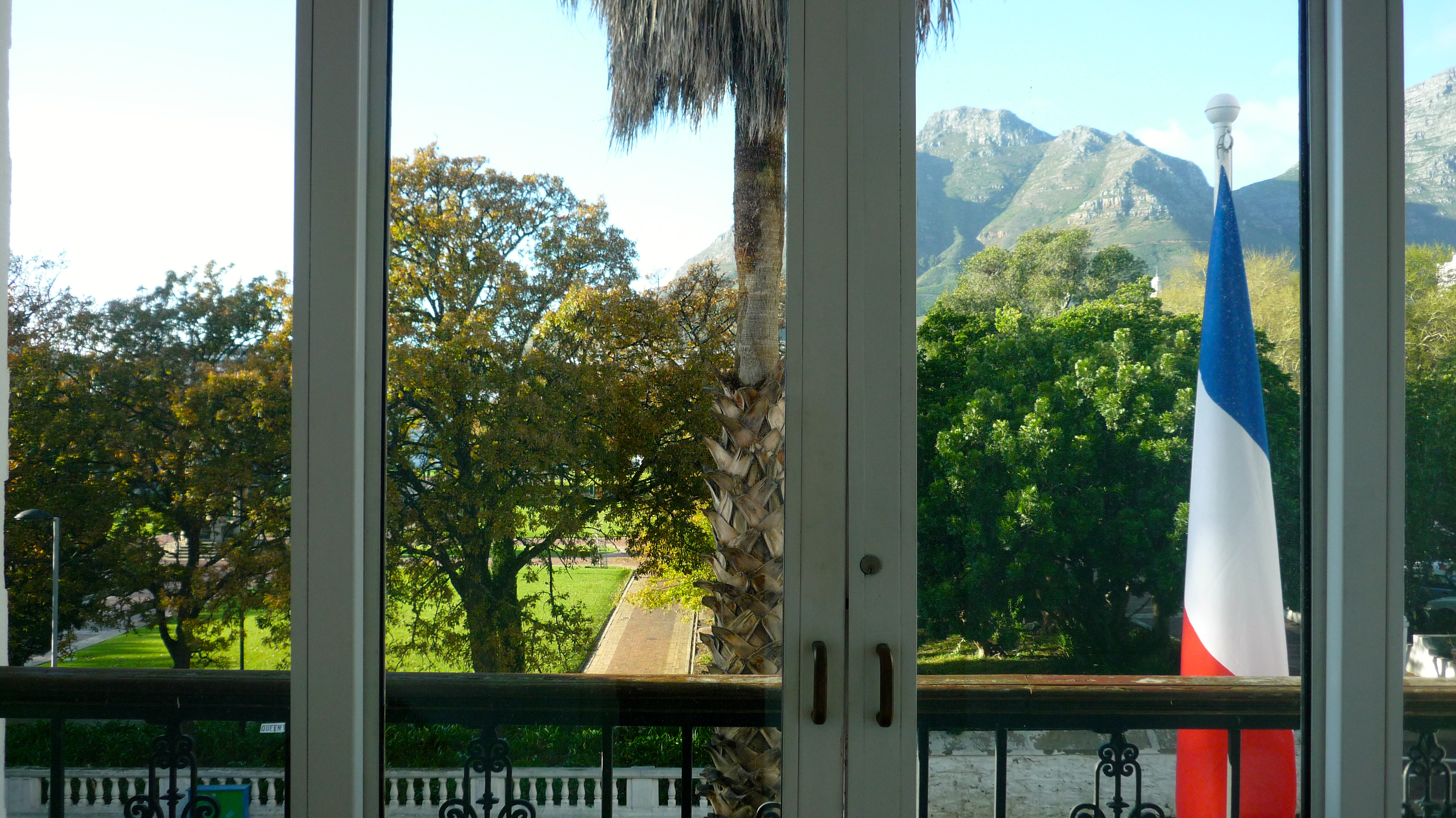
Vue du balcon

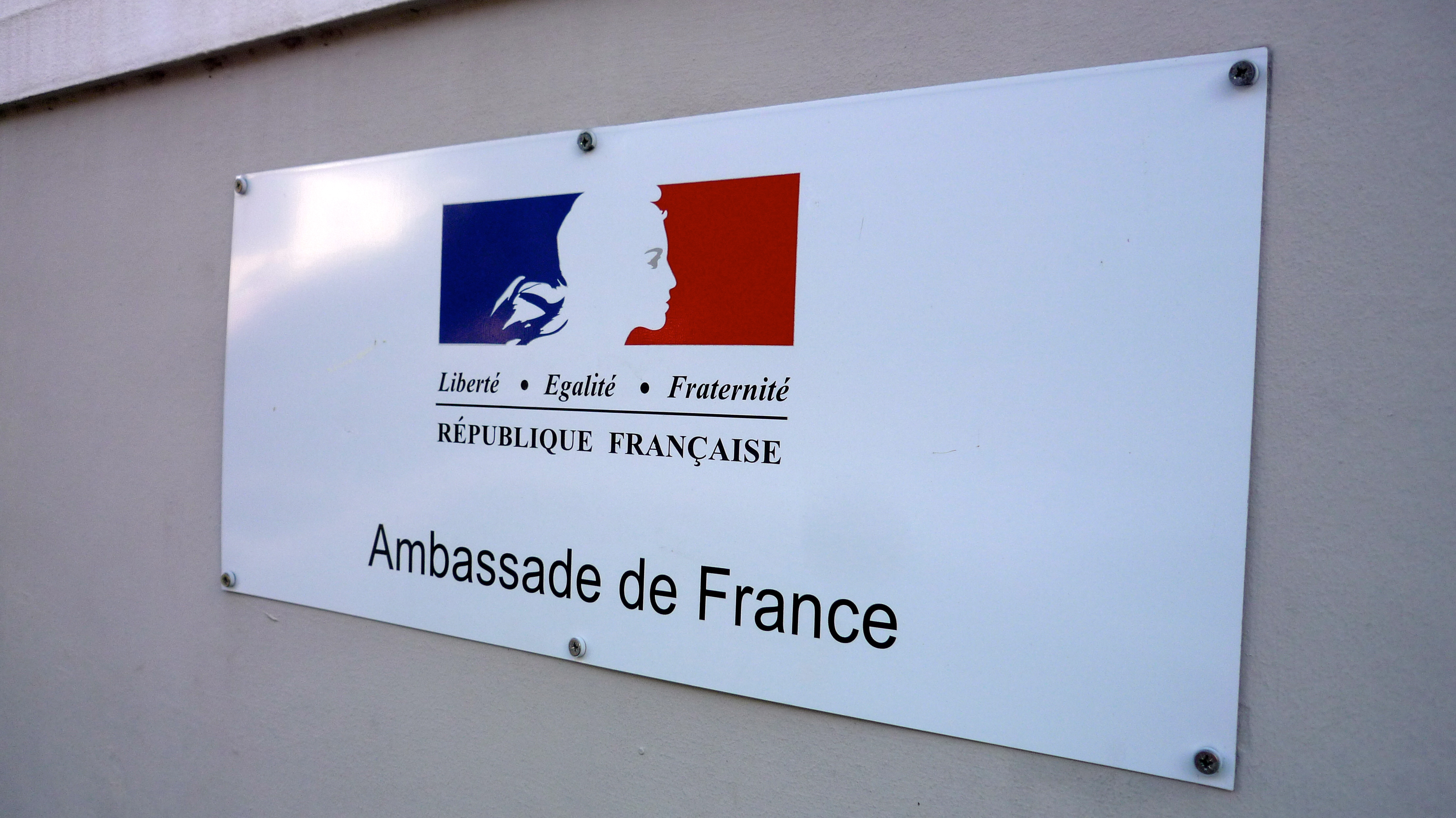
Entrée principale depuis Queen Victoria Street

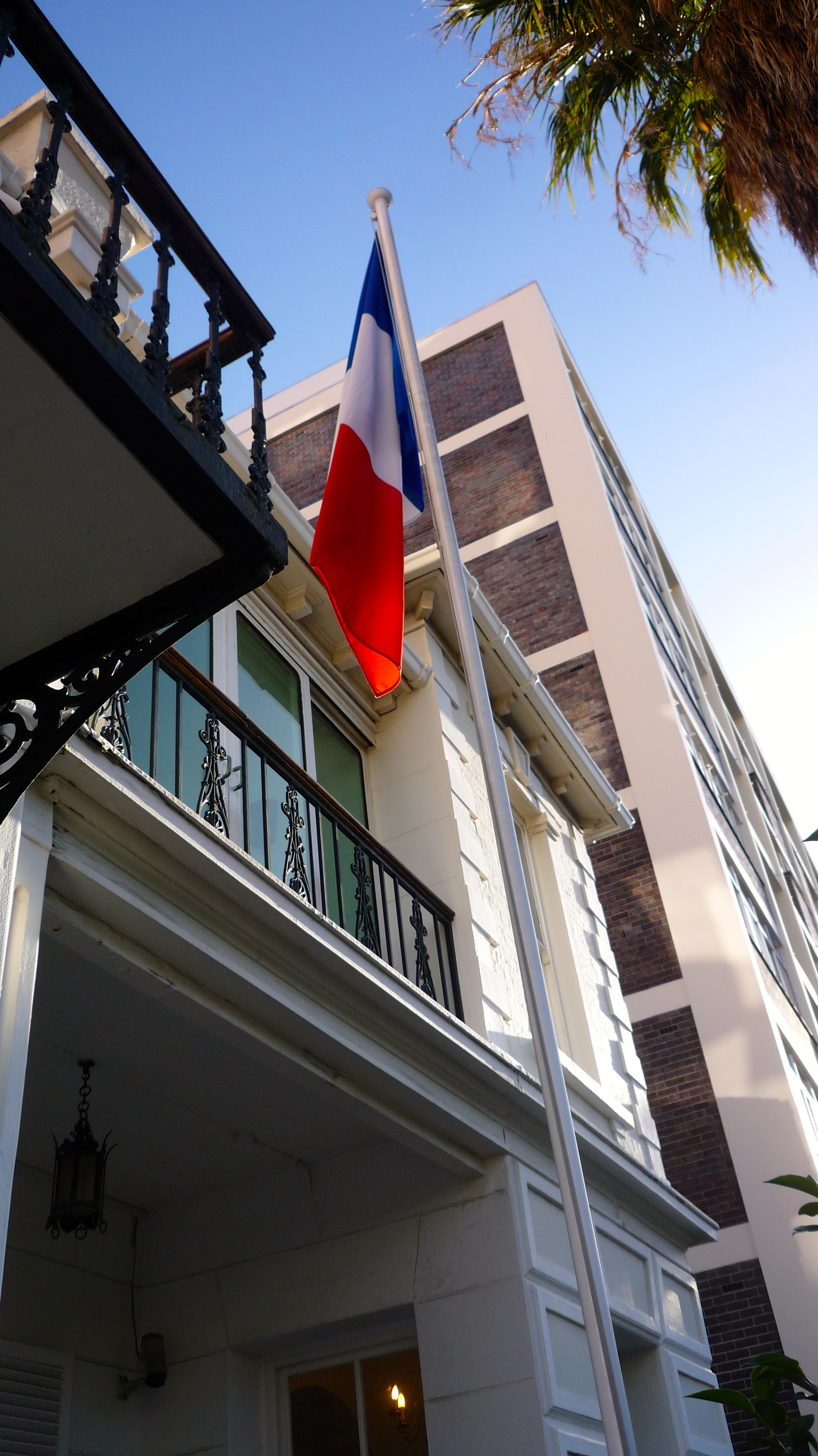

## Liste des Consuls de France au Cap[1]
| Consuls de France au Cap                                        | Dates              |
| --------------------------------------------------------------- | ------------------ |
| Émile Samuel Rolland                                            | ? –1872            |
| Richard Sonthen                                                 | 1872–1884          |
| Comte de Tunemy                                                 | 1884–1887          |
| Charles de Coutouly                                             | 1888–1888          |
| Joseph Napoléon Perrette                                        | 1892–1894          |
| Marie Jacques Achille Raffray                                   | 1894–1904          |
| Fernand Aymot                                                   | 1904–1905          |
| Louis-Pierre Vossion                                            | 1905–1906          |
| Adrien Laurent Cochelet                                         | 1906–1910          |
| Émile Jore                                                      | 1911–1915          |
| Consul de Belgique, Gérant du Consulat-général de France au Cap | 1920–1921          |
| Paul-Marie Suzor                                                | 1921–1922          |
| Louis de Francquevilly                                          | 1922–1923          |
| Paul Suzor                                                      | 1923–1925          |
| Marie Charles de Francqueville                                  | 1923–1923          |
| Henri Soiray                                                    | 1925–1930          |
| Emile Feer                                                      | 1930–1932          |
| Maurice de Semouin                                              | 1932–1938          |
| Marc Édouard Batezat                                            | 1938–1941          |
| Pierre Armand                                                   | 1941–1942          |
| Louis Morand                                                    | 1942–1944          |
| André Brénac                                                    | 1944–1948          |
| Eugène Edmond Haimet                                            | 1948–1952          |
| Guy de Coulhac                                                  | 1953–1956          |
| Claude Cansou                                                   | 1956–1961          |
| Max de Montalembert                                             | 1962–1965          |
| Jean-Joseph Ortoli                                              | 1966–1968          |
| Louis Pannier                                                   | 1968–1971          |
| Hubert Isnard                                                   | 1971–1973          |
| Gilbert Février                                                 | 1973–1978          |
| Marcel Fleury                                                   | 1978–1982          |
| Jean Biron                                                      | 1982–1985          |
| Gérard Perrolet                                                 | 1985–1990          |
| Jean Michel                                                     | 1990–1993          |
| Claude Berlioz                                                  | 1993–1996          |
| Jean-Christophe Belliard                                        | 1997–2001          |
| Bruno Clerc                                                     | 2001–2005          |
| Jean-Luc Bodin                                                  | 2005–2008          |
| Denis François                                                  | 2008–2009          |
| Antoine Michon                                                  | 2009–2013          |
| Xavier d'Argœuves                                               | 2013–2017          |
| Laurent Amar                                                    | 2017 - 2020        |
| Laurent Alberti                                                 | 2020 - 2023        |
| Sophie Bel                                                      | 2023 - Aujourd'hui |